# SN 2001cz
SN 2001cz – supernowa typu Ia odkryta 13 lipca 2001 roku w galaktyce NGC 4679. Jej maksymalna jasność wynosiła 15,38m.